# Джиджель (вілаєт)
Джиджель (араб. ولاية جيجل) — вілаєт Алжиру. Адміністративний центр — м. Джиджель. Площа — 2 577 км². Населення — 634 412 осіб (2008).

## Географічне положення
Вілаєт розташований на узбережжі Середземного моря та у горах Тель-Атлас. На сході межує з вілаєтами Скікда, на півдні — з вілаєтами Міла та Сетіф, на заході — з вілаєтом Беджая.
У вілаєті розташований національний парк Таза.

## Адміністративний поділ
Поділяється на 11 округів та 28 муніципалітетів.
| Алжир | Це незавершена стаття з географії Алжиру. Ви можете допомогти проєкту, виправивши або дописавши її. |